# Comisión de Juego de Nevada
Nevada Gaming Commission (Comisión de juego de Nevada en español) es una agencia estatal gubernamental de Nevada que se encarga en la regulación de los casinos en todo el estado, junto con la Junta de Control de Juegos. Fue fundada en 1959 por la Legislatura de Nevada.
La comisión es la encargada en administrar todas las regulaciones, concesión de licencias. Está compuesto de cinco miembros nombrados por el gobernador. Los miembros de la comisión están al cargo en un periodo de cuatro años.

## En la cultura popular
En la película del 2001 Ocean's Eleven la Comisión de Juego de Nevada tinen una estipulación ficticia que requiere que los casinos tengan una reserva de dinero para cubrir cada ficha. En la película, Matt Damon interpreta a un ladrón que se hace pasar como un agente de la Comisión de Juego de Nevada.